# Сибирская энергетическая компания
Сибирская энергетическая компания (АО «СИБЭКО»)  — Акционерное общество «Сибирская энергетическая компания» (АО «СИБЭКО») — крупнейшее предприятие Сибири, занимающееся производством и реализацией тепловой и электрической энергии.

## История

#### Предшественники предприятия
Предшественником «Новосибирскэнерго» по части руководства эксплуатацией существовавших в тот период энергетических объектов в Западно-Сибирском крае (Новосибирская левобережная ТЭЦ, Новосибирская правобережная ТЭЦ, Кемеровская ТЭЦ, сети и подстанции Кузбасса) было Западно-Сибирское районное управление энергетического хозяйства «Запсибэнерго» (существовало с мая 1931 года по май 1933 года), входившее в Государственное Всесоюзное объединение энергохозяйства ВСНХ СССР «Энергоцентр».
Руководством строительства объектов энергетики Сибири занималось (существовало с 15 мая 1931 года по декабрь 1932 года) Сибирское отделение Государственного энергостроительного треста «Энергострой» ВСНХ СССР «Сибэнергострой» (с июля 1932 года — Западно-Сибирский энергостроительный трест союзного значения «Запсибэнергострой»). В состав организации входили: Кемеровская, Новосибирские (правобережная и левобережная), Барнаульская и Черемховская ТЭЦ, Якутская ЦЭС, Ульгинская и Энгажиминская ГЭС, строительство электросетей и подстанций Кузбасса.

#### РЭУ и ПО «Новосибирскэнерго»
Для руководства эксплуатацией Новосибирских (левобережной и правобережной) и строительства ряда других электростанций (Красноярской, Омской и Томской ТЭЦ) в январе 1937 года на базе управления Новосибирского энергетического комбината в Новосибирске создаётся Западно-Сибирское районное управление энергетического хозяйства «Запсибэнерго». Также в состав задач управления входит организация сбыта электрической и тепловой энергии.
17 июня 1944 года управление переименовывается — в Новосибирское районное энергетическое управление (РЭУ) «Новосибирскэнерго», а с образованием совнархозов (июнь 1957 года) — передаётся в состав Новосибирского совнархоза. Через пять лет, в мае 1962 года, «Новосибирскэнерго» передаётся из состава совнархоза в структуру Министерства энергетики и электрификации РСФСР и подчиняется Главному управлению эксплуатации энергосистем Востока «Главвостокэнерго» Минэнерго СССР.
В сентябре 1988 года РЭУ преобразовано в производственное объединение энергетики и электрификации «Новосибирскэнерго» — с подчинением Министерству энергетики и электрификации СССР (с 1991 года объединение входит в Минтопэнерго РФ).
В состав нового объединения вошли:
- Тепловые электростанции г. Новосибирска: ТЭЦ-2, ТЭЦ-3, ТЭЦ-4, ТЭЦ-5, Новосибирская ТЭЦ-6 (дирекция станции).
- Барабинская ГРЭС.
- Новосибирская ГЭС.
- Новосибирское управление тепловых сетей в составе: технического и планово-экономического отделов, отдела кадров, жилищно-коммунального отдела, бухгалтерии, службы режимов, диспетчерской службы и производственных участков. В мае 1964 года в состав управления вошла ТЭЦ-1 (введена в 1926 году)[6].

Основными задачами образованного в апреле 1946 года управления тепловых сетей стали: «учёт и распределение тепла, надзор за строительством и эксплуатацией теплосетей, утверждение технических проектов, контроль за промышленными объектами, питающимися от Новосибирской ТЭЦ-3».
- Предприятия электросетей: Восточных (г. Новосибирск), Западных (г. Куйбышев), Приобских (г. Новосибирск), Новосибирских городских, Карасукских (г. Карасук), Татарских (г. Татарск), Черепановских (г. Черепаново), Чулымских (г. Чулым).
- Новосибирское производственно-ремонтное предприятие (ПРП).
- Автотранспортное предприятие (АТП).
- предприятие «Энергонадзор».
- предприятие «Новосибирскэнергоспецремонт» (НЭСР).

### Современная история

#### ОАО «Новосибирскэнерго»
В феврале 1993 года на базе Новосибирского производственного объединения энергетики и электрификации образовано ОАО «Новосибирскэнерго».
В 2006 году в соответствии с общероссийским планом реформирования электроэнергетики компанию разделили на генерирующую, собственно «Новосибирскэнерго», и сбытовую ОАО «Сибирьэнерго».
В 2008 году «Новосибирскэнерго» продало дочернее общество — ЗАО «Новосибирский региональный диспетчерский центр» (ныне — ЗАО «Техническая инспекция ЕЭС») ОАО «Системный оператор ЕЭС» в связи с внесением изменений в федеральный закон № 35-ФЗ «Об электроэнергетике».
27 апреля 2015 года акционерами «Новосибирскэнерго» принято решение о добровольной ликвидации компании.

#### АО «СИБЭКО»
Акционерное общество «Сибирская энергетическая компания», основанное в 2004 году, с 2011 года является правопреемником «Новосибирскэнерго» в результате реорганизации последней.
9 февраля 2018 года «Сибирская генерирующая компания» объявила о покупке не менее чем 78% акций АО «СИБЭКО». Предприятия «СИБЭКО» будут включены в структуру СГК.

## Производственные показатели
- 3 027,5 МВт - суммарная установленная электрическая мощность ТЭЦ;
- 14 563 млн.к Втч - суммарная выработка электроэнергии ТЭЦ в 2016 году;
- 8 284 Гкал/ч - общая установленная тепловая мощность ТЭЦ и котельных;
- 15 404 тыс.Гкал - суммарная выработка тепловой энергии ТЭЦ .

 АО «СИБЭКО» возглавляет группу из 17 компаний, профилированных по следующим видам деятельности: генерация и продажа тепловой и электрической энергии, транспорт тепловой энергии и теплоносителя; добыча угля; оказание автотранспортных, образовательных, информационных, а также услуг связи; выполнение ремонтных и монтажных работ; проектная деятельность, строительство энергообъектов и иных сооружений; энергомашиностроение; организация и проведение конкурентных процедур; реализация золошлаковых материалов.

## Деятельность
В состав генерирующих мощностей энергосистемы входят шесть тепловых электрических станций:
- Новосибирская ТЭЦ-2
- Новосибирская ТЭЦ-3
- Новосибирская ТЭЦ-4
- Новосибирская ТЭЦ-5
- Барабинская ТЭЦ (г. Куйбышев, Новосибирская обл.)
- Бийская ТЭЦ (АО "Бийскэнерго")
- АО "Разрез Сереульский"